# نیکو نیدهارت
نیکو نیدهارت (انگلیسی: Nico Neidhart؛ زادهٔ ۲۷ سپتامبر ۱۹۹۴) بازیکن فوتبال اهل آلمان است.
از باشگاه‌هایی که در آن بازی کرده‌است می‌توان به باشگاه فوتبال اسنابروک اشاره کرد.